# Adams (Illinois)
Adams statisztikai település az USA Illinois államában, Adams megyében. Lakosainak száma 75 fő (2020. április 1.).

## Népesség
A település népességének változása:

| 2020 | 75 |